# Default mode network

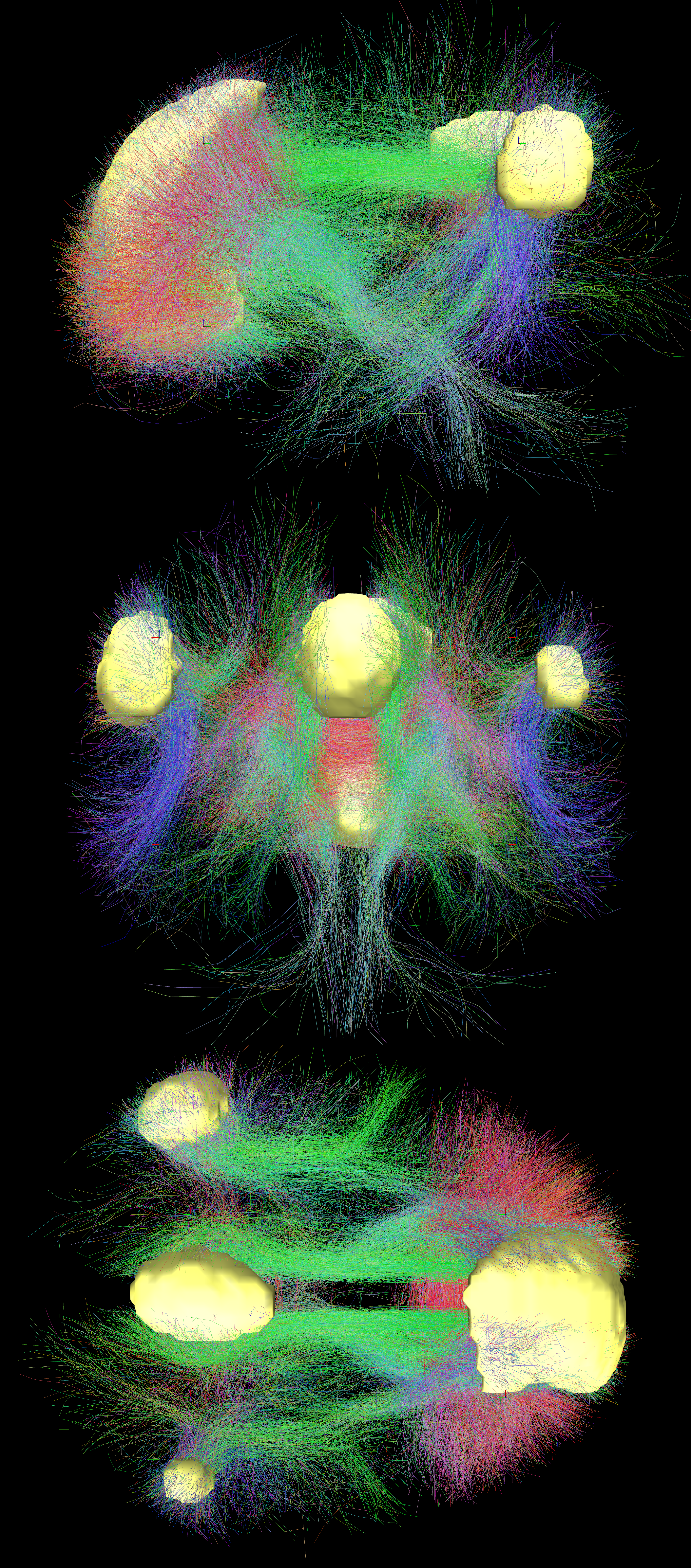
Connettività del default mode network. Quest'immagine mostra le principali regioni del default mode network (giallo) e la connettività tra le regioni codificate cromaticamente dalla direzione di attraversamento strutturale (xyz → rgb, cioè rosso, verde e blu).

Nelle neuroscienze, il default mode network (DMN) o sistema della condizione di default (anche default network o default state network)  è una rete cerebrale di grande scala di regioni cerebrali interagenti, note per avere attività altamente correlate tra loro, distinte da quelle di altre reti del cervello.
Inizialmente si supponeva che il default mode network fosse attivo soprattutto quando una persona non è concentrata sul mondo esterno e il cervello è in stato di riposo cosciente, come durante il sogno a occhi aperti e nel mind-wandering ("mente vagabonda"). Alla luce di studi più attuali si è appurato invece che tale condizione può contribuire a fornire elementi di esperienza che sono collegati alla prestazione in rapporto a un compito esterno. È parimenti attivo quando l'individuo sta pensando agli altri, pensando a sé stesso, ricordando il passato, e progettando il futuro. Anche se inizialmente si era notato che il DMN si disattiva in certi compiti orientati allo scopo e qualche volta lo si chiama task-negative network, può essere attivo in altri compiti orientati allo scopo come la memoria di lavoro sociale o i compiti autobiografici. Si è mostrato che il DMN è correlato negativamente con altri network del cervello come i network di attenzione.
Le prove hanno evidenziato alterazioni del DMN nelle persone con malattia di Alzheimer o disturbo dello spettro autistico.

## Storia
Hans Berger, inventore dell'encefalografia, per primo propose l'idea che il cervello sia costantemente occupato. In una serie di studi pubblicati nel 1929 mostrò che le oscillazioni elettriche rilevate dal suo apparecchio non cessavano neppure con il soggetto a riposo.
Però le sue idee non furono prese sul serio, e si formò tra i neurologi un'opinione generale secondo cui il cervello (o una sua parte) diviene effettivamente attivo solo quando si svolge un'attività concentrata.
Ma negli anni '50 Louis Sokoloff con alcuni colleghi rilevò che il metabolismo del cervello restava invariato quando una persona passava dallo stato di riposo all'esecuzione di problemi matematici impegnativi, suggerendo che il metabolismo del cervello si manifestasse anche durante il riposo. Negli anni settanta Ingvar et al. osservarono che il flusso sanguigno nella parte frontale del cervello diventava massimo quando una persona è a riposo. Intorno allo stesso periodo, nei neuroni di vertebrati si osservò un movimento oscillatorio intrinseco nelle cellule cerebellari del Purkinje, nel nucleo olivare inferiore e nel talamo.
Negli anni novanta, con l'avvento della tomografia a emissione di positroni, i ricercatori incominciarono a notare che quando una persona è impegnata in compiti di percezione, linguaggio e attenzione, le stesse aree divengono meno attive rispetto alla fase di riposo passivo, ed etichettarono queste aree come se venissero "disattivate".
Nel 1995 Bharat Biswal, dottorando del Medical College of Wisconsin a Milwaukee, scoprì che il sistema umano sensoriale-motorio evidenziava una "connettività da stato di riposo", che appariva sincronica nelle scansioni a risonanza magnetica funzionale, mentre il soggetto non è impegnato in alcun compito.
In seguito, gli esperimenti di laboratorio del neurologo Marcus E. Raichle presso la Washington University School of Medicine e altri gruppi mostrarono che il consumo di energia del cervello aumenta meno del 5% sul livello ordinario quando si esegue un compito mentale concentrato. Questi esperimenti mostravano che il cervello è costantemente attivo, con un alto livello di attività perfino quando la persona non è impegnata in un lavoro mentale. La ricerca si orientò pertanto a trovare le regioni da cui scaturisce questo costante livello di attività di sfondo.
Raichie coniò l'espressione "default mode" nel 2001 per descrivere la funzione del cervello nello stato di riposo; il concetto divenne rapidamente un tema centrale nella neuroscienza. Intorno a quell'epoca si sviluppò l'idea che questa rete di aree cerebrali fosse coinvolta nei pensieri diretti all'interno e sia sospesa durante i comportamenti diretti a un obiettivo.
Nel 2003, Greicius e colleghi esaminarono scansioni fMRI in stato di riposo ("resting state") e osservarono come sezioni differenti del cervello fossero correlate reciprocamente e trovarono che le mappe di correlazione mostravano le stesse aree che Raichie trovava attive durante il riposo e che altre trovate si disattivavano. Era importante perché dimostrava che una convergenza di metodi portavano tutti al fatto che le stesse aree fossero coinvolte nel DMN. Da allora sono stati trovati altri resting state network (RSN), come il network visivo, auditivo, e quello di attenzione, alcuni dei quali sono anti-correlati con il default mode network.

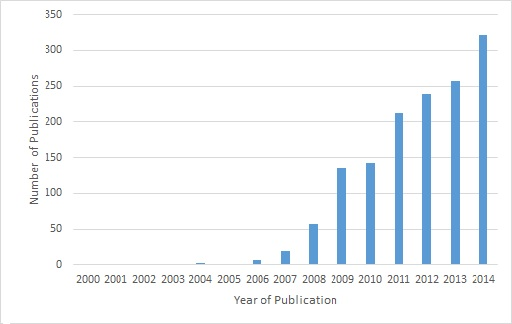
Il numero di pubblicazioni per anno con "default mode network" o "default network" nel titolo. Le ricerche sono state fatte in Google Scholar.

Dall'inizio fino alla metà degli anni 2000 le ricerche etichettavano il default mode network come task negative network perché si disattivava quando i partecipanti dovevano eseguire compiti. Si pensava che il DMN fosse attivo solamente durante il riposo passivo e poi si spegnesse durante i compiti concentrati all'esterno e diretti a un risultato. Tuttavia, alcuni studi hanno dimostrato che il DMN è attivo in compiti diretti a un risultato esterno che sono noti coinvolgere il DMN, come la memoria di lavoro sociale o i compiti autobiografici.
Intorno al 2007, il numero di studi che si riferiscono al default mode network si è impennato. In tutti gli anni precedenti il 2007 erano stati pubblicati 12 studi che recassero nel titolo "default mode network" o "default network", ma dal 2007 al 2014 ne sono stati pubblicati 1384. Una ragione per la proliferazione di tali studi è il notevole ritrovamento di DMN nelle scansioni in stato di riposo e in analisi delle componenti indipendenti (ICA). Un'altra ragione è il fatto che il DMN può essere misurato con scansioni a riposo brevi e senza sforzo, il che implica che si possono eseguire su qualunque popolazione (statistica), compresi bambini piccoli, malati, e primati non umani. Una terza ragione è che il ruolo del DMN si è espanso, andando oltre una semplice rete cerebrale passiva.

## Funzione
Il default mode network è notoriamente implicato in numerose funzioni apparentemente diverse.
È la base neurologica del sé
- Informazioni autobiografiche: ricordi di raccolte di eventi e dati circa il proprio sé.
- Auto-referenza: fare riferimento ai tratti e alle descrizioni di sé stessi.
- Emozioni di sé stessi: riflettere sul proprio stato emotivo.

Pensiero riguardante altri
- Teoria della mente: pensare al pensiero degli altri e a cosa possono o non possono sapere.
- Emozioni dell'altro: comprendere le emozioni di altre persone ed essere empatici con i loro sentimenti.
- Ragionamento morale: determinare l'effetto giusto e ingiusto di un'azione.
- Valutazioni sociali: giudizi di attitudine buono-cattivo su concetti sociali.
- Categorie sociali: riflettere su importanti caratteristiche sociali e status di un gruppo.

Ricordare il passato e pensare al futuro
- Ricordare il passato: rievocare eventi avvenuti nel passato.
- Immaginare il futuro: prevedere eventi che potrebbero accadere nel futuro.
- Memoria episodica: memoria dettagliata riferita a eventi specifici nel tempo.
- Comprensione del racconto: capire e ricordare una narrazione.

Il default mode network è attivo durante il riposo passivo e il mind-wandering che di solito comporta il pensare agli altri, il pensare a sé stessi, il ricordare il passato, e il prevedere il futuro piuttosto che riguardare l'esecuzione di un compito. Tuttavia un recente lavoro ha messo in discussione una corrispondenza specifica tra default mode network e mind-wandering, dato che il sistema è importante per mantenere rappresentazioni dettagliate di informazioni sul compito durante la codifica della memoria di lavoro. Alcuni studi di elettrocorticografia (che implicano l'applicazione di elettrodi sulla superficie del cuoio capelluto di un soggetto) hanno mostrato che il default mode network incomincia ad attivarsi una frazione di secondo dopo che i partecipanti hanno terminato un compito.
Dagli studi appare che quando le persone guardano un film, ascoltano un racconto, o lo leggono, i loro DMN si trovano in alta correlazione reciproca. I DMN non sono correlati se i racconti sono confusi o sono in una lingua che la persona non comprende, suggerendo che la rete sia altamente coinvolta nella comprensione e nella conseguente formazione di un ricordo di quel racconto. Il DMN appare correlato anche se lo stesso racconto è offerto a diverse persone nelle [loro] diverse lingue, suggerendo altresì che il DMN sia davvero coinvolto nell'aspetto di comprensione del racconto e non nell'aspetto del pubblico o della lingua.
Il default mode network è apparso disattivarsi durante compiti orientati a scopi esterni come compiti di attenzione visiva o di memoria di lavoro cognitiva, inducendo così a etichettare il network sotto la categoria di task-negative network. Ma, quando i compiti sono compiti orientati a scopi esterni noti per essere una funzione del DMN, come la memoria di lavoro sociale o un compito autobiografico, il DMN viene attivato coerentemente al compito e si correla con altre reti come la rete coinvolta nella funzione esecutiva.
Una possibilità sinora insospettata è che il default network sia attivato dall'immobilizzazione implicita nel procedimento sperimentale (il paziente è legato supino su una barella e inserito attraverso un angusto cilindro in una grossa struttura metallica). Questa procedura crea un senso di intrappolamento e, prevedibilmente, l'effetto collaterale più comunemente riferito è la claustrofobia. Il punto di vista alternativo è suggerito da un recente articolo che lega la teoria della mente all'immobilizzazione.

## Anatomia

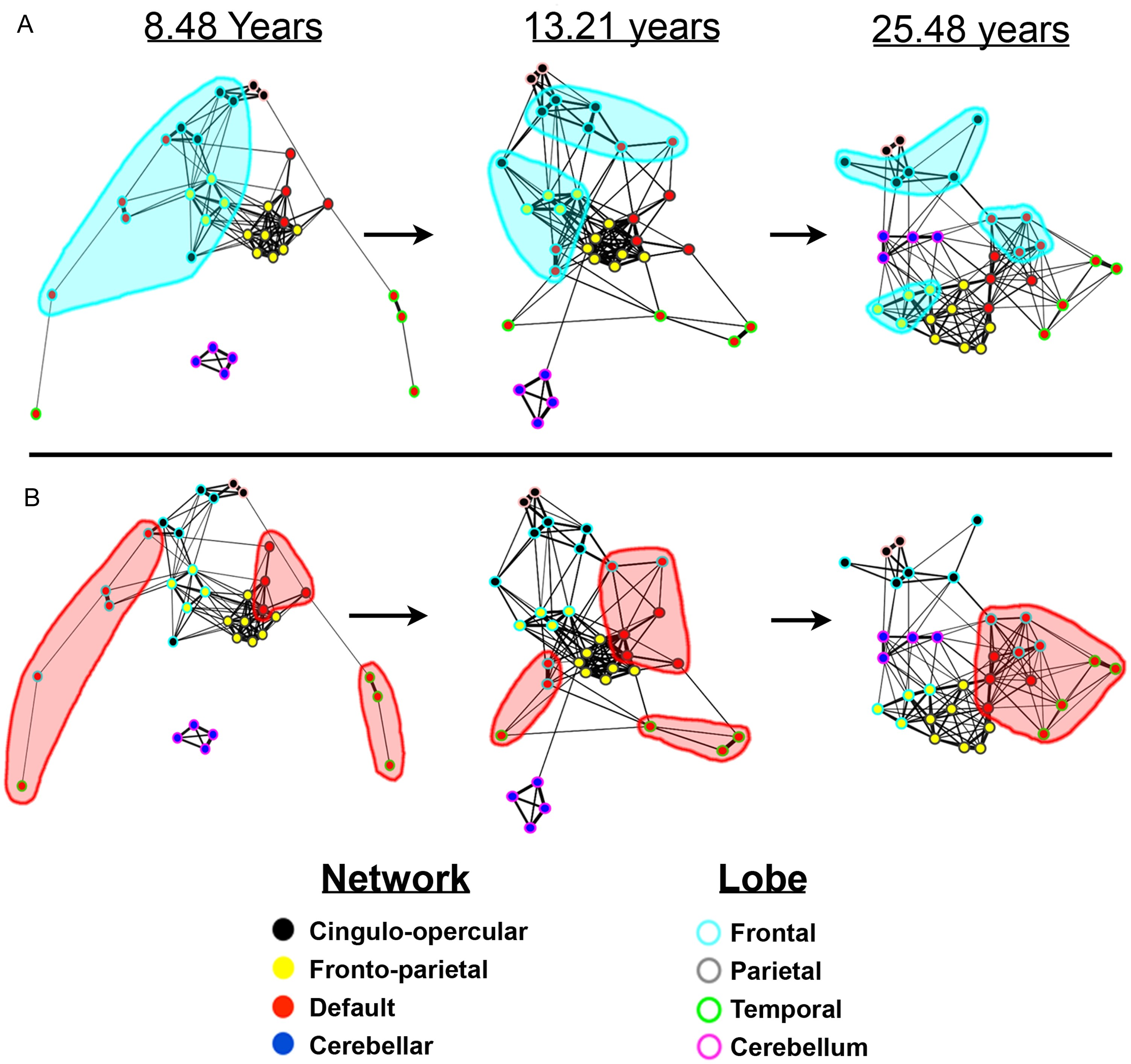
Rappresentazioni dello sviluppo dinamico di correlazioni tra reti cerebrali. (A) nei bambini nel regioni sono ampiamente locali e sono organizzate dalla loro posizione fisica; le regioni frontali sono evidenziate in blu chiaro. (B) negli adulti le regioni diventano altamente correlate malgrado la loro distanza fisica; il default network è evidenziato in rosso chiaro.

Il default mode network è un insieme interconnesso e anatomicamente definito di regioni cerebrali. La rete può essere separata in nodi e sottosezioni:
Nodi funzionali: informazioni che riguardano il sé
- Corteccia cingolata posteriore (PCC) & precuneo: combina l'attenzione da sotto in su (non controllata) con le informazioni da memoria e percezione. La parte ventrale (inferiore) del PCC si attiva in tutti i compiti che coinvolgono il DMN compresi quelli legati al sé, legati ad altre persone, che ricordano il passato, pensano al futuro, e trattano concetti più navigazione nello spazio fisico. La parte dorsale (superiore) della PCC presiede alla coscienza involontaria e all'eccitazione. Il precuneo è collegato alle informazioni visive, sensorio-motorie, e attentive.
- Corteccia prefrontale (mPFC): decisioni sul trattamento del sé come informazioni personali, ricordi autobiografici, obiettivi ed eventi futuri, e processo decisionale riguardante le persone più vicine come i familiari. La parte ventrale (inferiore) è coinvolta nelle informazioni emozionali positive e nelle ricompense valutate internamente.
- Circonvoluzione angolare: collega percezione, attenzione, cognizione spaziale, e azione e collabora con parti di rievocazione di ricordi episodici.

Sottosistema dorsale mediale: pensiero riguardante altri
- Nodi funzionali: corteccia cingolata posteriore, PFC e circonvoluzione angolare.
- Corteccia prefrontale dorsale mediale (dmPFC): coinvolto nel pensiero sociale diretto in quanto determinante o inferente lo scopo delle azioni altrui.
- Giunzione temporoparietale (TPJ): riflette sulle opinioni riguardo agli altri, detta anche teoria della mente.
- Lobo temporale: richiamo della memoria semantica sociale e della conoscenza concettuale.
- Emisfero cerebrale: informazioni concettuali astratte particolarmente sociali nella natura.

Sottosistema mediale temporale: memoria autobiografica e simulazioni del futuro.
- Nodi funzionali: corteccia cingolata posteriore, PFC e circonvoluzione angolare.
- Ippocampo (HF+): formazione di nuovi ricordi oltre a ricordare il passato e immaginare il futuro.
- Paraippocampo (PHC): ricognizione e simulazione spaziali e di scena.
- Corteccia retrospleniale (RSC): navigazione spaziale.
- Lobo parietale (pIPL): unione di informazioni uditive, visive, somatosensoriali e attenzione.

Il default mode network è per lo più definito con i dati della risonanza magnetica funzionale in stato di riposo ponendo un "seme" nella corteccia cingolata posteriore ed esaminando quali altre aree del cervello si correlino maggiormente con tale area. Il DMN può essere definito anche per mezzo delle aree disattivate durante compiti diretti all'esterno, confrontate con lo stato di riposo. L'analisi delle componenti indipendenti (ICA) è molto efficace per trovare il DMN di individui e gruppi di individui, ed è diventata lo strumento ordinario per localizzare il default network.
È stato dimostrato che il default mode network presenta la massima sovrapposizione nella sua connettività strutturale e funzionale, il che fa pensare che l'architettura strutturale del cervello possa essere costruita in modo tale che questa particolare rete sia attivata di default. I recenti dati di uno studio di neuroimaging su una popolazione di 10 000 partecipanti alla UK Biobank suggeriscono altresì che ciascun nodo DMN possa suddividersi in sottoregioni con proprietà funzionali e strutturali complementari. Nella ricerca DMN è stata una prassi molto diffusa trattare i suoi nodi costitutivi come se fossero omogenei sul piano funzionale, ma per lo più si è trascurata la distinzione tra sottonodi all'interno dello stesso nodo DMN principale. Tuttavia, la stretta vicinanza di sottonodi che propagano uscite spazio-temporali ippocampali e sottonodi che descrivono l'architettura di rete globale può attivare funzioni di default, come il richiamo autobiografico o il pensiero orientato all'interno.
Nel cervello dei neonati c'è poca traccia del default network, ma la connettività del default network è più consolidata nei bambini di 9—12 anni, il che lascia pensare che il default network si modifichi con lo sviluppo.
L'analisi della connettività funzionale nelle scimmie evidenzia una rete di regioni simile al default mode network visto negli umani. La PCC è un nodo importante anche nelle scimmie; però la mPFC è più piccola e meno ben connessa alle altre regioni cerebrali, soprattutto perché la mPFC degli umani è molto più grande e ben sviluppata.
La risonanza a diffusione mostra tratti di sostanza bianca che collegano fra loro diverse aree del DMN. Le connessioni strutturali trovate dalla risonanza a diffusione e le correlazioni funzionali dalla risonanza in stato di riposo mostrano il più alto livello di sovrapposizione e di concordanza nelle aree DMN. Ciò suffraga la tesi che i neuroni nelle regioni DMN siano collegati tra loro attraverso grandi tratti di assoni e che questo provochi attività in queste aree da mettersi in reciproca connessione. In quanto la loro connettività cerebrale funzionale sia basata anche su connettività cerebrale strutturale.

## Fisiopatologia
Si è ipotizzato che il default mode network sia rilevante in malattie quali Alzheimer, autismo, schizofrenia, depressione, dolore cronico, disturbo da stress post-traumatico (PTSD) e altre. In particolare, si è riferito che il DMN mostri sovrapposti benché distinti modelli di attività neurali in una serie di diverse condizioni di salute mentale, così come quando si confrontano direttamente disturbo da deficit di attenzione/iperattività e autismo.
Le persone affette da Alzheimer mostrano una riduzione nel glucosio (uso di energia) nelle aree del default mode network. Queste riduzioni vanno da lievi decrementi in pazienti lievi, fino a grandi riduzioni nei pazienti gravi. Sorprendentemente, le alterazioni del DMN incominciano prima ancora che i soggetti mostrino segni della sindrome di Alzheimer. Aggregazioni di betamiloide, ritenuto causa dell'Alzheimer, mostrano che l'accumulo della proteina è dentro al DMN. Questo spinse Randy Buckner e colleghi a proporre che l'alto tasso metabolico dalla continua attivazione del DMN faccia sì che una maggior quantità di proteina betamiloide si accumuli in queste aree DMN. Queste proteine betamiloidi alterano il DMN e poiché quest'ultimo è intensamente coinvolto nella formazione e nel richiamo dei ricordi, questa alterazione conduce ai sintomi del morbo di Alzheimer.
Si pensa che il DMN sia alterato negli individui con disordine dello spettro autistico. Questi individui sono ostacolati nell'interazione sociale e nella comunicazione che sono compiti centrali per questo network. Alcuni studi hanno dimostrato l'esistenza di peggiori connessioni tra aree del DMN negli individui con autismo, specie tra la mPFC (implicato nel pensare riguardo a sé e riguardo agli altri) e la PCC (il nucleo centrale del DMN). Più grave è l'autismo, meno queste aree sono connesse tra loro. Non è chiaro se questo sia una causa o un effetto dell'autismo.
La connettività inferiore tra regioni cerebrali fu trovata per tutto il default mode network in persone che hanno patito un trauma prolungato, come l'abuso infantile o la trascuratezza, ed è associata a schemi disfunzionali di attaccamento. Tra le persone che soffrono di sindrome post-traumatica, fu trovata un'attivazione inferiore (rispetto al gruppo di controllo) nella circonvoluzione cingolata posteriore, e la PTSD grave era caratterizzata da inferiore connettività nella DMN. L'iperconnettività del default mode network è stata collegata alla ruminazione nella depressione di primo episodio e nel dolore cronico. 
Se il default mode network è alterato, ciò può cambiare il modo in cui si percepiscono gli eventi e il ragionamento sociale e morale, in tal modo rendendo la persona più suscettibile a sintomi analoghi a quelli della depressione maggiore.
L'analisi multivariata rivela le associazioni genetiche del DMN a riposo nel disordine psicotico bipolare e nella schizofrenia.
L'esperienza di ricompensa aumenta la connessione fra la DMN e lo striato ventrale, in particolare negli individui che presentano tratto caratteriali di apertura.

## Modulazione
Il default mode network (DMN) può essere modulato dai seguenti interventi e processi:
- Agopuntura – Disattivazione delle aree cerebrali limbiche e del DMN.[47] Si è ipotizzato che questo sia dovuto alla reazione al dolore.[48]
- Meditazione – In chi pratica la meditazione sono stati trovati mutamenti strutturali in aree del DMN quali giunzione temporoparietale, corteccia cingolata posteriore, e precuneo.[49] In chi pratica da molto tempo c'è una ridotta attivazione e una ridotta connettività funzionale del DMN.[49] Si è scoperto che varie forme di meditazione "non direttiva", tra cui la meditazione trascendentale[50] e la meditazione Acem,[51] attivano il DMN. Altre forme di meditazione, eminentemente la mindfulness che consiste proprio di una pratica che focalizza "sul momento presente, e con attitudine non giudicante", possono invece essere considerate antagoniste naturali del DMN.[52](Non è chiaro quindi se la meditazione favorisca o no un "buon" funzionamento del DMN. Un tipo di meditazione lo "attiva" un altro "riduce la sua attivazione".)
- Sonno e veglia a riposo
  - Veglia a riposo – La connettività tra nodi del DMN è forte.[53]
  - Sopraggiungere del sonno – Diminuzione di connettività tra il DMN e il task-positive network.[53]
  - Fase N2 del sonno NREM (Non-REM) – Diminuzione nella connettività tra corteccia cingolata posteriore e corteccia prefrontale mediale.[53]
  - Fase N3 del sonno NREM – Ulteriore diminuzione nella connettività tra PCC e MPFC.[53]
  - Sonno REM – Possibile aumento nella connettività tra nodi del DMN.[53]
- Privazione del sonno – La connettività funzionale tra nodi del DMN nello stato di riposo è normalmente forte, ma la privazione del sonno provoca una riduzione della connettività nel DMN.[54] Studi recenti fanno supporre una riduzione della connettività tra il DMN e il task-positive network come conseguenza di una carenza di sonno.[55]
- Droghe psichedeliche – È stato osservato un ridotto flusso di sangue alla PCC ed alla mPFC in soggetti cui è stata somministrata psilocibina. Queste due aree sono considerate i nodi principali del DMN.[56] Uno studio sugli effetti dell'LSD dimostrò che la droga de-sincronizza l'attività cerebrale nel DMN; l'attività delle regioni cerebrali che costituiscono il DMN diviene meno correlata.[57]
- Stimolazione cerebrale profonda – Le alterazioni nell'attività cerebrale con stimolazione cerebrale profonda possono essere usate per bilanciare i network dello stato di riposo.[58]
- Psicoterapia – Nella PTSD, le anormalità del default mode network si normalizzano negli individui che reagiscono agli interventi di psicoterapia.[59][60]
- Antidepressivi – Le alterazioni nella connettività del DMN sono ridotte in seguito al trattamento con farmaci antidepressivi nella PTSD.[60]

## Aspetti critici
Alcuni hanno sostenuto che le aree cerebrali nel default mode network appaiono assieme solo a causa dell'accoppiamento vascolare di grandi arterie e vene del cervello vicino a queste aree, non perché queste aree sono in realtà funzionalmente collegate tra loro. Conforto a questa tesi viene da studi che mostrano che il cambiamento nella respirazione altera il livelli di ossigeno nel sangue che a sua volta influenza in massimo grado il DMN. Questi studi però non spiegano perché il DMN può essere identificato usando le scansioni PET che misurano il metabolismo di glucosio che è indipendentemente dall'accoppiamento vascolare o negli studi di elettrocorticografia che misurano l'attività elettrica sulla superficie del cervello.
L'idea di un "default network" non è accettata universalmente. Nel 2007 il concetto del default mode fu criticato in quanto non utile a comprendere la funzione del cervello, alla luce della più semplice ipotesi che un cervello a riposo lavori realmente di più di un cervello che svolge certi compiti "impegnativi", e che non ci sia alcun particolare significato nell'attività intrinseca del cervello a riposo.